# On Fire
«On Fire» — перший сингл з дебютного альбому «The Hunger for More» американського репера Ллойда Бенкса. Пісня містить семпл з треку «The Champ» гурту The Mohawks. Композиція потрапила до фільму «Фантастична четвірка» (сцена коли Людина-смолоскип на змаганні мотоциклістів показує публіці свій костюм члена Фантастичної Четвірки). Приспів співає 50 Cent, при цьому його не зазначено як запрошеного гостя чи бек-вокаліста.

## Відеокліп
На «On Fire» існує відео. У ньому Бенкс читає реп на даху хмарочоса. Також у кліпі знялися 50 Cent, Olivia, Young Buck та The Game. Наприкінці відео 50 Cent розбиває скло й починається перший куплет пісні «Warrior» з платівки Бенкса The Hunger for More.

## Чартові позиції
| Чарт (2004)              | Найвища позиція |
| ------------------------ | --------------- |
| Австралія                | 44              |
| Велика Британія          | 19              |
| Ірландія                 | 25              |
| Нідерланди               | 45              |
| Німеччина                | 36              |
| США                      | 8               |
| US Hot Rap Tracks        | 2               |
| US Hot R&B/Hip-Hop Songs | 4               |
| US Pop Songs             | 29              |
| Швейцарія                | 18              |